# Brande-Hörnerkirchen
Brande-Hörnerkirchen là một đô thị thuộc huyện Pinneberg, bang Schleswig-Holstein, Đức.